# Хара-Нур (озеро, Россия)
Хара-Нур (бур. Хара нуур — чёрное озеро) — озеро в центральной части Восточного Саяна в Окинском районе Бурятии.
Располагается на стыке хребтов Окинского и Большой Саян. Образовалось в результате перегораживания реки Жомболок лавовыми потоками пади Хигол («Долины вулканов»).
Имеет протяжённую Г-образную узкую форму. Площадь озера по одним данным свыше 9 км², по другим — 6,8 км²; площадь водосборного бассейна — 220 км². Максимальная глубина озера — 51 метр, уровень воды в зависимости от сезона может изменяться на 20 и более метров.
Ложе Хара-Нура образуют две субкотловины, расположенные почти под прямым углом. Они были образованы на месте днищ троговых долин разных бассейнов. Во время позднеплейстоценового похолодания спускавшийся в направлении Большого Енисея по долине реки Урда-Шан ледник срезал перевальную седловину и соединился с другим ледником, проходившим по долине реки Жом-Болок. Таким образом, гляциальный морфогенез привёл к перехвату русла реки соседней долиной. Субкотловина в долине реки Урда-Шан образована в результате проникновения воды Хара-Нура через узкую горловину сквозного участка. В период зимней межени озеро часто разделяется на два отдельных водоёма, так как вода из основной котловины не достигает перемычки.
В устьях долин рек Зун-Жалга и Хадарус на дне озера обнаружены два конечно-моренных комплекса. Комплекс в створе долины реки Зун-Жалга комплекс представляет собой конечно-моренный вал, сформированный ледником реки Жом-Болок, «одностороннюю пилу», которая имеет крутые склоны, обращённые вверх по долине и пологие, обращённые в обратном направлении. Комплекс в устье долины реки Хадарус имеет симметричный профиль и расположен продольно по отношению долины Жом-Болока. Вероятно, он сформировался в палеогляциальной морфолитосистеме реки Хадарус.
Озеро имеет вулканическое происхождение и образовано примерно 5000—5500 лет назад потоками лавы, спускавшейся по долине Хи-Гол и проникшей в долину Жом-Болока. Максимальная глубина озера зафиксирована западнее устья реки Хадарус, вниз по долине она начинает уменьшаться, здесь глубина уже не превышает 40 метров. Вероятно, это связано со сдерживанием лавового потока расположенного здесь конечно-моренного комплекса. До образования озера в долине на его месте протекала река. Впервые озеро на этом месте произошло ещё ориентировочно 7000 лет назад, когда в данном районе наблюдалась сильная вулканическая активность. Затвердевая, лавовые потоки, достигавшие приустьевой части долины Хи-Гол, подпруживали протекавшую здесь реку. Однако утверждать, что впервые это произошло именно в этот период, нельзя. Около примерно 5000 лет назад подпруживание реки завершилось, и озеро было образовано в виде, близком современному.
В озеро впадают реки Урда-Шан, Хойто-Шан, Буштыг, Зун-Жалга, Саган-Сэр, Талгата и Хадарус.